# Dorit Rabinyan
Dorit Rabinyan (en hébreu : דורית רביניאן), née le 25 septembre 1972 à Kfar Saba, est une écrivain et scénariste israélienne.

## Publications
- Dorit Rabinyan (trad. Laurent Cohen), Sous la même étoile [« Gader ḥayah »], Paris, les Escales, 2017, 390 p.  (ISBN 978-2-36569-187-1) (BNF 45188539)

## Geder Haya
En 2016, son roman Geder Haya (ce qui signifie « la haie » en hébreu), qui raconte une histoire d'amour entre une Israélienne et un Palestinien, est jugé « contraire aux valeurs du pays » par le ministre de l'Éducation nationale d'Israël et est, à ce titre, retiré des programmes scolaires,. Cette décision indigne une partie du monde culturel israélien et suscite l'engouement pour le livre, qui en une semaine devient la fiction la plus vendue dans les deux plus grandes chaînes de librairies israéliennes et prend la première place au classement du supplément littéraire de Haaretz,.